# Dustin Dlouhy
Dustin Dlouhy (Idaho Falls, ...) è un ex giocatore di football americano statunitense, che ha giocato come defensive end.
Dopo aver giocato per la squadra universitaria statunitense dei Montana Grizzlies ha firmato con gli spagnoli Valencia Firebats.

## Palmarès
- 1 Mondiale (2007)